# 海尼伊夫卡
49°40′17″N 36°30′11″E / 49.67139°N 36.50306°E
海尼伊夫卡（烏克蘭語：Геніївка）是位於烏克蘭東部的村莊，由哈爾科夫州丘胡伊夫区的斯洛博然斯凱市鎮負責管轄。該村始建於1666年，面積4.87平方公里，海拔高度96米，2001年人口2,788，人口密度每平方公里572.6人。